# Homeward Bound
Homeward Bound este un roman științifico-fantastic de istorie alternativă din 2004 de Harry Turtledove. Este a opta parte a seriei Worldwar.
Punctul de divergență are loc în 1941-1942, în timp ce Pământul este sfâșiat de al Doilea Război Mondial. O flotă extraterestră sosește pentru a cuceri planeta, forțând națiunile aflate în război să facă alianțe neplăcute împotriva invadatorilor. Între timp, extratereștrii, care se referă la ei înșiși ca The Race (Rasa), descoperă că inamicul lor (omenirea) este mult mai feroce și mai avansat tehnologic decât se aștepta.

## Prezentare
Urmărește evenimentele din trilogia Colonization și oferă o oarecare închidere a romanelor din serie.
Homeward Bound începe în 1972 și apoi trece în 1977, 1982, 1984, 1994, 2012 și, în cele din urmă, în 2031, când nava spațială americană Admiral Peary ajunge la Tau Ceti și pe Acasă, lumea natală a Rasei.